# RauteMusik.FM
RauteMusik.FM (surnommée RauteMusik ou #Musik  ) est une cyber radio allemande. Elle se compose de 24 chaînes thématiques et atteint, selon Analyse IP Media Audio en janvier 2014, environ 3 930 000 auditeurs par mois sur des sessions de 60 secondes. RauteMusik est donc actuellement la seconde plus grande radio ayant un support publicitaire en Allemagne après la radio Antenne Bayern.

## Histoire
RauteMusik a été lancée le 20 avril 2003 par El Omari Yehya. El Omari avait déjà acquis de l'expérience dans d'autres cyber radios. Le projet a ensuite gagné de plus en plus de notoriété et s'est affirmé face aux autres cyber radios. En raison de la demande croissante, il a donc été élargi jusqu'à la création de plus de chaînes radio ainsi que d'une communauté (en janvier 2005  ).
En avril 2005, le fournisseur a temporairement déplacé son adresse officielle au Liban pour échapper à l'augmentation des frais GVL. Plus tard, cependant, les participants au projet ont déclaré la radio de retour en Allemagne et ont d'abord fondé une organisation à but non lucratif dont le siège social RauteMusik eV (association RauteMusik se trouvait à Aix-la-Chapelle, avant de devenir RauteMusik GmbH (S.A.R.L.)  pour garantir les coûts de maintenance grâce à un marketing assuré en interne. En février 2012, la RauteMusik GmbH a annoncé l'arrivée de l'entrepreneur de médias basé à Hambourg Frank Otto et du journal Nordwest Zeitung . La majorité des actions sont détenues par les actionnaires fondateurs : Yehya El Omari, Timo Mauter et André Surmann.
En mai 2013, la société a annoncé qu'une action en justice avait été déposée contre le service de microblogging Twitter dans laquelle ses services de musique #music  avaient également commencé en Allemagne , bien qu'ayant cessé peu de temps après. En avril 2014 il a été annoncé que la RauteMusik GmbH, en consortium avec Frank Otto, le journal Nordwest-Zeitung, le Groupe Oschmann, Ströer et Regiocast, ayant un format NOW  FM, a écrit à l'institution du Land à l'attention de l'Autorité des médias de Rhénanie du Nord-Westphalie dans le but d'obtenir des fréquences FM en  Rhénanie du Nord-Westphalie .
Actuellement, le projet comprend 24 chaînes thématiques. Tous les canaux fonctionnent 24h/24 et atteignent jusqu'à 36 000 auditeurs simultanément. Plus de 300 présentateurs et DJs composent un programme régulier. La plate-forme fonctionne sur un concept de crowdsourcing (production participative). Entre les émissions présentées, de la musique est automatiquement diffusée en suivant des playlist

## Origine du nom
La radio est née sur le IRC QuakeNet, où les noms des salles de discussion du réseau se forment sur le côté du serveur avec comme préfixe le symbole dièse (#nomdelasalle) . Dans le réseau IRC, fréquenté essentiellement par de jeunes joueurs en réseau, il est courant de désigner leurs propres projets (de préférence Jeux-Clans) de selon la salle de chat utilisée, de manière à augmenter sa popularité. Cette tendance conduit à une augmentation de l'utilisation du mot « musique», « #Musik » (RauteMusik) dans ce jargon et le nom a été officiellement reconnu et accepté pour le projet.

## Chaînes thématiques
RauteMusik diffuse actuellement 24 chaînes thématiques :
- #Musik.Main :  80, pop, rock, hit-parade et nouveaux hits
- #Musik.Club :  techno, dance, Hands Up
- #Musik.Rock :  rock, alternatif, punk, indie rock
- #Musik.JaM :  R'n'B, rap, soul, reggae, dancehall
- #Musik.House :  house, dance
- #Musik.TechHouse :  progressif, electro, techHouse, minimal
- #Musik.Lounge :  ambiance, jazz, downtempo, latino, chillout &lounge music for lovers
- #Musik.Goldies :  60s, 70s, 80s, Oldies
- #Musik.Harder:  hardstyle, hardcore, jumpstyle, schranz, gabba
- #Musik.Oriental :  musique arabe
- #Musik.Schlager (SchlagerRadio.FM ):  Schlager, disco fox [9]
- #Musik.Drumstep :  cubstep, crum and bass
- #Musik.BigCityBeats :  24 heures de Big City Beats
- #Musik.Trance :  trance, vocal trance, uplifting
- #Musik.Deutschrap allemand :  hip hop, rap allemand
- #Musik.Happy Hardcore : Happy hardcore, UK hardcore
- #Musik.Country :  Hits country
- #Musik.Klassik : musique classique
- #Musik.Solo Piano : musique au piano
- ChartHits.FM:  Top 100 des hits actuels [10]
- Christmas-Channel:  chants de Noël du monde entier [11]
- 12punks.FM:  punk rock [12]
- WackenRadio.com  (anciennement RauteMusik Metal): radio métal officielle du festival[13] Wacken Open Air
- LoveHits.FM:  Chansons d'amour, love songs, ballades [14]

En outre, un canal distinct, la Chaîne de Noël,  est en collaboration, avec Surfmusik.de  chaque année pendant la période du 1er novembre jusqu'au 31 décembre, diffuse des chants de Noël du monde entier.

## Autres
Rautemusik est et a été régulièrement le foyer de divers phénomènes internet et issus des médias. Ainsi, l'aircheck  « Sex mit Cousine   de Yehya El Omari et plusieurs de ses blagues téléphoniques dans le monde germanophone sont des sketchs bien connus. RauteMusik a lancé en tant que première diffusion la chanson pour enfants « Schnappi das kleine Krokodil » de Joy Gruttmann alors âgé de neuf ans et a ainsi contribué à sa percée internationale. Quelques années plus tard, un DJ de RauteMusik y a tourné le clip du groupe Tekkan et l'a mis sur la plate-forme de vidéo YouTube. Le groupe a ensuite été géré par RauteMusik et a gagné entre autres, avec une apparition sur RTL et TV Total, une reconnaissance à court terme.

## Liens Web
- Cyber Radio RauteMusik.FM